# Pethau
Pethau ist ein Ortsteil von Zittau im Landkreis Görlitz im Südosten Sachsens. Bis zur Eingemeindung 1970 war das Dorf Pethau eine selbständige Landgemeinde.

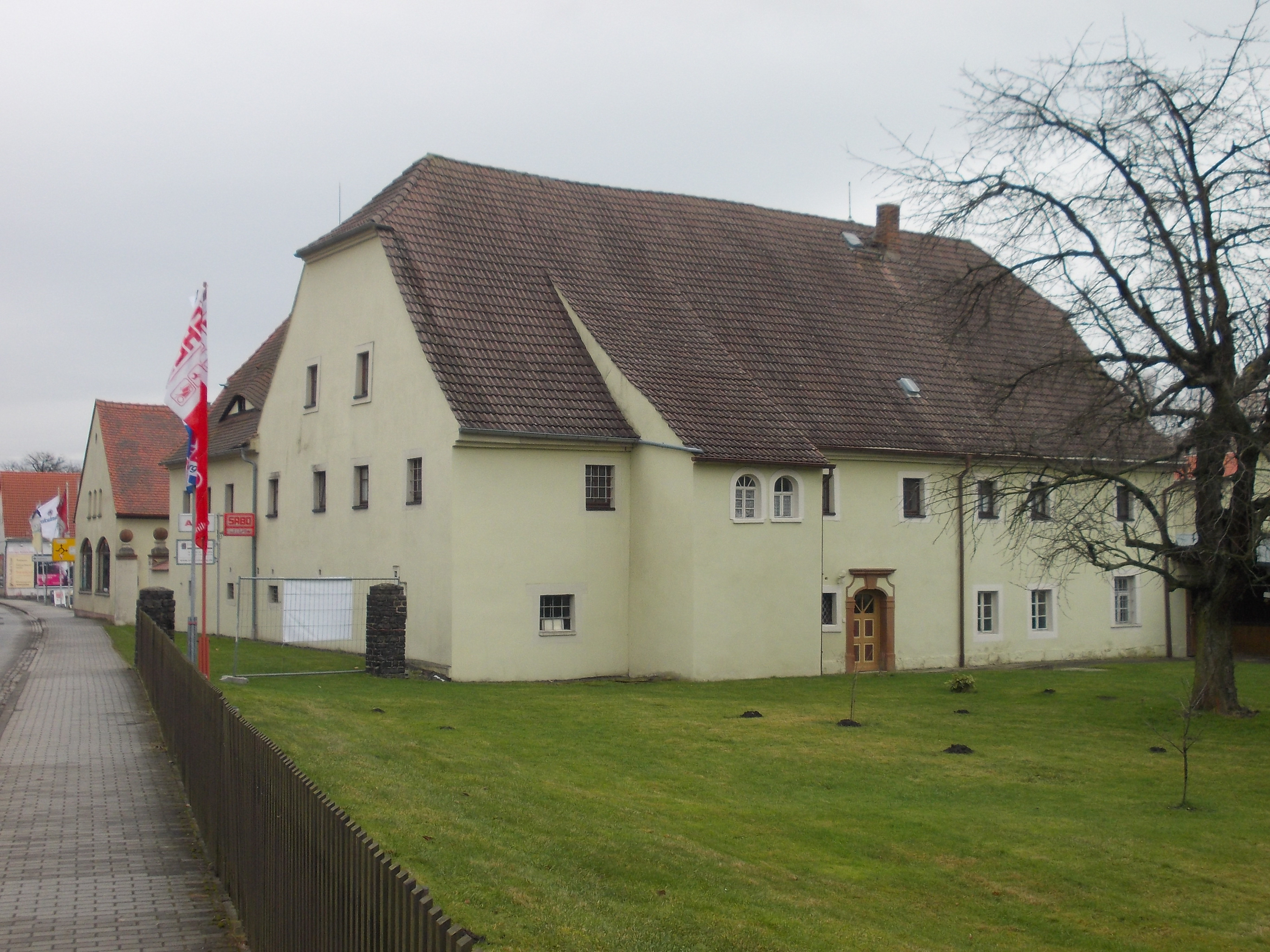
Ehemaliger Bauernhof

## Lage und Umgebung
Der Ort erstreckt sich als Reihendorf mit waldhufenähnlicher Blockflur in Ost-West-Richtung zwischen Zittau und Hörnitz entlang der Staatsstraße 137 (hier: Hauptstraße). Südlich begrenzt wird Pethau durch die Mandauaue und nördlich durch den Schülerberg. Die Flächen im Norden mit ihren nach Süden und Südwesten gerichteten Hängen waren Grundlage für einen ausgedehnten Gemüseanbau.

## Geschichte
Erste bekannte urkundliche Erwähnung fand Pethau 1391 als Petow in den Zinsregistern des Zittauer St. Jakob-Hospitals. Weitere Namensformen waren Petaw, Peta und auch Bethe. Möglicherweise lässt sich der Ortsname auf das slawische pjeta/pjata = Ferse in Anlehnung an die Lage Pethaus am Fuße eines Berges ableiten. Mundartlich nennt man Pethau auch heute noch „Päte“.
Während Pethau noch 1834 nur 109 Einwohner besaß, wuchs die Einwohnerzahl durch die zunehmende Industrialisierung Zittaus Ende des 19. und Anfang des 20. Jahrhunderts stark an. Die so entstandene Wohnbebauung („Neu-Pethau“) verbindet die Westvorstadt Zittaus mit dem Kern der ursprünglichen Ortschaft.

## Persönlichkeiten
- Emil Herberg (1882–1963), Diplom-Handelslehrer, Schuldirektor und Politiker
- Ingrid Kreuzer, geborene Oßmann (1926–2004), Literaturwissenschaftlerin, Kunsthistorikerin und Autorin
- Walter Wöhle (1928–2020), Ingenieur und Hochschullehrer
- Werner Henninger (* 1929), Konteradmiral der Volksmarine und Stellvertreter des Kommandeurs der Offiziershochschule der Volksmarine „Karl Liebknecht“ in Stralsund
- Werner Liebscher (1931–1992), Typograf und Gebrauchsgrafiker
- Eugen Müller (1934–2013), österreichischer Zisterzienser und Bibliothekar, Prior von Stift Lilienfeld
- Hannelore Bernhardt (1935–2023), Mathematikerin und Wissenschaftshistorikerin
- Wolfgang Queißer (* 1936), Internist, Onkologe, Hochschullehrer und Schriftleiter[2]
- Klaus Günzel (1936–2005), Schriftsteller und Bibliothekar
- Antje Hagen (* 1938), Theater- und Filmschauspielerin
- Olivier Anders (* 1942), Generalmajor der Nationalen Volksarmee (NVA) der Deutschen Demokratischen Republik
- Frank Panse (* 1942), Maler und Grafiker
- Monika Nothing (* 1942), Schriftstellerin, Hörspielautorin, Malerin, Journalistin und Familienberaterin
- Frauke Büchner (* 1943), Religionspädagogin
- Udo Steinbach (1943–2025), Islamwissenschaftler und Hochschullehrer
- Volker Neumann (* 1947), Jurist, Hochschullehrer für Staats- und Sozialrecht

## Verkehr
Zittau-Pethau liegt an der Bahnstrecke Zittau–Löbau, allerdings ohne Halt für die Züge.